# تندرارة
تِندرارة هي جماعة قروية في إقليم فجيج بجهة الشرق في المغرب، وتضم 15,390 نسمة (إحصاء 2014) وهي قرية معظم سكانها يعيشون حياة الرعي، ويوجد بها عدة مدارس وإعدادية واحدة وثانوية واحدة. ومركز صحي 2 ومستوصف يوجد فيها عدة أحياء كحي الرجاء في الله، وحي بلخير وتجزآت سكنية. كانت تعرف بأكبر سوق أسبوعي للأغنام، بالإضافة إلى التجارة على طول الحزام الحدودي للجزائر قبيل الاستعمار الفرنسي، وتتميز ببرودة الطقس وانتشار مهنة الرعي وتقع قرب مدينة بوعرفة.

## وصلات خارجية
- (بالفرنسية) تندرارة على موقع World Gazetter, من طرف Stefan Helders
- (بالإنجليزية) تندرارة على موقع Falling Rain Genomics, Inc.